# 金布律
金布律是戰國後期秦國以及秦朝和汉朝时的法律。秦國以及秦朝的金布律主要是关于货币和财物方面的法令，睡虎地秦简中共提到15条金布律，如规定布帛规格长8尺，幅宽2.5尺；货物买卖要标明价格等。漢朝的金布律又称金布令，主要是关于府库金钱布帛的规定。曹魏時将汉朝金布律中的内容合併至償贓律和毁亡律中。隋律和唐律中將金布律相關內容放到杂律中。明律、清律也是不再設立單獨的金布律，而是将货币、金融相关法規集中在戶律中。